# Alan II av Bretagne
Alan II av Bretagne, född ca 900, död 952, var hertig av Bretagne mellan 938 och 952.
Alan II (ca 900–952), med smeknamnet Wrybeard eller Twistedbeard, Alan Varvek på bretonska, var greve av Vannes, Poher och Nantes, och hertig av Bretagne från 938 till sin död. Han var barnbarn till kung Alan I av Bretagne genom Alans dotter och hennes man Mathuedoï I, Greve av Poher.
Han fördrev vikingarna från Bretagne efter en ockupation som varade från 907 till omkring 939.